# Guillem de Bourges
Guillem de Bourges o de Donjeon (Nevers, Borgonya, ca. 19 d'octubre de 1155 - Bourges, Centre, 10 de gener de 1209) fou un monjo cistercenc, arquebisbe de Bourges de 1199 a 1209. És venerat com a sant per diverses confessions cristianes. A Catalunya era conegut també com a sant Gem.

## Biografia
Guillaume Berruyer era fill del comte de Nevers. Fou criat i educat pel seu oncle Pere, ardiaca de Soissons, i de jove decidí fer vida religiosa. Fou canonge a la catedral de Soissons i després a Notre-Dame de París. Volia una vida més retirada i es va fer monjo grandmontí a l'Abadia de Grandmont.
Per les dissensions internes de l'orde, la deixà i ingressà a l'Orde del Cister a l'abadia de Pontigny, on fou prior. Nomenat abat de Fontainejean (Saint-Maurice-sur-Aveyron) hi visqué fins a marxar a l'abadia de Chaalis, a la diòcesi de Senlis. El 23 de novembre de 1199, a la mort d'Henri de Sully, fou nomenat bisbe de Bourges.
Fou un gran predicador, i fidel als seus principis, la qual cosa provocà la ira del rei Felip II de França, que havia estat criticat per haver-se casat amb Agnès de Méranie. Va combatre els heretges, sobretot els càtars, per ordre del papa Innocenci II. Malalt mentre preparava una campanya contra els albigesos, va morir el 10 de gener de 1209.
Fou exposat al centre de la nau de la catedral de Bourges, que ell mateix havia projectat i encara en construcció, i sebollit a la cripta.

## Veneració
Els habitants de la ciutat atribuïren miracles a la seva intercessió; vuit anys després, Innocenci III va permetre la veneració del bisbe i Honori III el canonitzà el 17 de maig de 1217.
Les seves relíquies foren destruïdes pels calvinistes el 1562. Una costella havia estat enviada al Collège de Navarre de París, i un braç a l'abadia de Chaalis. És el patró de la Universitat de París.

### Tradició catalana de Sant Gem
Els forners i flequers catalans l'havien tingut per patró abans que sant Honorat d'Amiens. En 1467, en els entremesos que tingueren lloc durant les festes de rebuda de Joan II de Lorena, duc de Calàbria, el gremi de forners presentà un amb Sant Gem a cavall.
Es creia que Guillem de Bourges havia estat forner ell mateix, i d'aquí venia el patronatge. Venerat a l'església del Pi de Barcelona, se l'invocava per fer venir la gana.